# Die Qual vor dem Ende
Die Qual vor dem Ende (Originaltitel: La Gueule ouverte) ist ein Film von Maurice Pialat aus dem Jahr 1974.

## Handlung
Monique ist eine Frau von ungefähr sechzig Jahren. Der Film beginnt mit einer radiologischen Untersuchung Moniques, bei der leichte Knochenschädigungen festgestellt werden, aber als alarmierend wird das Ergebnis der Untersuchung zunächst nicht angesehen – gerade einmal, dass ihr geraten wird, zukünftig einen Gehstock zu benutzen.
Nur zwei Szenen später wird Philippe, Moniques Sohn, seiner Frau Nathalie mitteilen, ein Arzt habe ihm gesagt, dass seine Mutter nur noch wenige Monate zu leben habe.
Der Verlauf von Moniques sich zusehends verschlechterndem körperlichem Zustand strukturiert den zeitlichen Ablauf des Films. Erste Station ist ein Aufenthalt in einem Pariser Krankenhaus, aber bald wendet sich ein Arzt an Philippe: Man könne dort nichts mehr tun für seine Mutter, besser sei es, wenn sie „nach Hause“ verlegt werde. „Nach Hause“ – das bedeutet das gemeinsame Haus des Ehepaares Roger und Monique Bastide in einer Kleinstadt in der Auvergne. Bald kann Monique nicht mehr allein essen und wird von ihrem Mann gefüttert; bald kann sie auch nicht mehr sprechen. Nach ein paar Wochen, die die Krankheit sie quält, stirbt Monique.
Dennoch ist dieser tödlich endende Verlauf der Krankheit nicht das eigentliche Thema des Films, sondern eher das Verhalten des Ehemanns Roger, des Sohns Philippe und der Schwiegertochter Nathalie während Moniques Krankheit und Tod. – Roger und Philippe sind beide Ehemänner, die es mit ehelicher Treue nicht so genau nehmen. In einem ersten langen Gespräch zwischen Philippe und seiner Mutter, noch in Paris, erfährt man, dass sie sich, was Roger betrifft, seit langem damit abgefunden hat. Dass aber auch Philippe anfange, sich gegenüber Nathalie ähnlich zu entwickeln, betrübt sie. Später, in der Auvergne, sieht man Roger in seinem Laden – „La Maison de la Laine“ –, wie er eine junge Kundin begrapscht. Man sieht ihn aber auch, wie er das Leiden seiner Frau etwas erträglicher machen will, wie er ihr noch in ihren letzten Lebensmomenten liebevoll die Füße streichelt. Man sieht Philippe, zwischen zwei Besuchen im Pariser Krankenhaus, mit einer jungen Frau in einem Stundenhotel; man spürt aber auch, dass er eine sehr enge Bindung an seine Mutter hat. Man sieht Nathalie, als sie auf dem Dachboden des Hauses in der Auvergne beim Lesen alter Briefe von Róger und Monique von Traurigkeit überwältigt wird; man sieht sie aber auch wenig später, als sie sich nach dem Sex mit Philippe unter sommerlichem Himmel wieder den Rock zuschnürt.
Aus zahlreichen solchen widersprüchlich wirkenden Szenen wird sich jeder Zuschauer sein eigenes Bild der Figuren zusammensetzen müssen.
Die beiden letzten Einstellungen des Films: ein langer Blick aus dem Rückfenster des sich schnell aus dem Ort entfernenden Autos von Philippe und Nathalie. Und schließlich der allein zurückbleibende Roger, der in seiner „Maison de la Laine“ alle Lichter löscht.

## Inszenierung
Mehrere Szenen des Films hat Pialat in langen Plansequenzen aufgenommen. Die längste von ihnen – gleich die zweite Szene des Films, das lange Gespräch zwischen Philippe und seiner Mutter – dauert mehr als acht Minuten und besitzt darüber hinaus nur minimale Kamerabewegungen.
Die Kameraarbeit Néstor Almendros’ ist als „surprisingly low key“, „überraschend unauffällig“, bezeichnet worden. Der absichtliche Mangel an Raffinesse diene hauptsächlich dazu, die Sequenzen des Films zu betonen, in denen Bilder wichtiger als die Worte werden.

## Produktion
Die Dreharbeiten fanden im Zeitraum vom 3. September bis zum 15. Oktober 1973 statt. Einige in Innenräumen spielende Szenen wurden in Paris aufgenommen; alle Szenen nach der Verlegung der Mutter aus dem Krankenhaus in das Haus der Familie in der Auvergne wurden in Lezoux gedreht.
Die Erstaufführung des Films fand am 8. Mai 1974 in Frankreich statt. Nach dem französischen Kinostart lief La Gueule ouverte in den Jahren 1974 und 1975 auf dem Locarno Film Festival, dem BFI London Film Festival und dem Chicago International Film Festival. In Deutschland war der Film zuerst im Fernsehprogramm des NDR am 11. November 1977 zu sehen.
Der Film wurde zu einem kommerziellen Misserfolg, in Frankreich sahen den Film nur 27.000 Kinobesucher, und so musste Pialats Produktionsgesellschaft „Lido Films“ bald nach dem Kinostart in Frankreich Konkurs anmelden. Es dauerte fünf Jahre, ehe Pialat seinen nächsten Film realisieren konnte, 1978/79: Passe ton bac d’abord...  (Mach erst mal Abitur).

## Rezeption
Wie bei den meisten Filmen Pialats fiel die Bewertung durch die Filmkritik sehr unterschiedlich oder sogar gegensätzlich aus, und in den unterschiedlichen Bewertungen ist erkennbar, dass sie sich jeweils sowohl aus der Beurteilung der Inszenierung als auch aus der Beurteilung der realistisch dargestellten Figuren ergeben.
Als beispielhaft für negative Bewertungen des Films kann gelten, was filmdienst.de zu Die Qual vor dem Ende schreibt: „In kühlen Bildern und langen Einstellungen zeigt der Film, inwieweit die Erwartung des Todes den Alltag einer zu tieferen Gefühlen unfähigen Familie belastet. Nicht gelungen ist der Versuch, das Thema des Todes dem der Sexualität gegenüberzustellen.“
Ganz anders der Blick von Miguel Marias auf den Film. In Senses of Cinema schreibt er: „Der Film zeigt ohne die geringste Spur von Sublimierung, Selbstmitleid oder Sentimentalität, was es wirklich heißt, stunden-, tage- oder gar monatelang hoffnungslos und ohnmächtig zusehen zu müssen (...), wie ein einst oder immer noch (oder jetzt wieder) geliebter Mensch stirbt.“ La Gueule ouverte sei „das Gegenteil von abgefilmtem Theater“ und vielleicht Pialats „ausgewogenster, glaubwürdigster und realistischster Film“.

## Varia
- Der französische Originaltitel des Films spielt an auf das häufig auftretende Phänomen, dass sich bei Verstorbenen nach Eintreten des Todes der Mund öffnet.[3]

- Mit dem Film ist Pialat an den Ort seiner Kindheit zurückgekehrt. Maurice Pialat war in der Auvergne, in der nicht weit vom Drehort Lezoux entfernt gelegenen Ortschaft Cunlhat, geboren worden. – Der Handlung des Films und der Charakterisierung der Figuren liegen Erinnerungen an das qualvolle Sterben und den Tod seiner Mutter, 1959, zugrunde.[3]

- Die Darsteller von Philippe und Nathalie, Philippe Léotard und Nathalie Baye, lebten zum Zeitpunkt der Dreharbeiten und noch bis 1982 als Paar zusammen.

- Die Musik, die erklingt, als Philippe während des langen Gesprächs mit seiner Mutter den Plattenspieler anstellt, ist eine Arie aus Mozarts Oper Così fan tutte.